# Namerikawa

Namerikawa (滑川市 Namerikawa-shi?) este un municipiu din Japonia, prefectura Toyama.